# Gambetto Blumenfeld
Il gambetto Blumenfeld è un'apertura degli scacchi caratterizzata dalle mosse:
1. d4 Cf6
2. c4 e6
3. Cf3 c5
4. d5 b5

Il suo nome deriva dal maestro russo Benjamin Blumenfeld. In letteratura è definito come un controgambetto e così anche nella Enciclopedia delle aperture scacchistiche. È raro trovarlo nei tornei.

## Analisi
In questa posizione il Nero conta su: 5.dxe6 fxe6 6.cxb5 d5 con controllo del centro per cui il Bianco in genere prosegue con 5.Ag5 Da5 6.Cc3 Ce4 7.Ad2 Cxd2 8.Dxd2 b4 con blocco del lato di donna.
| Controllo di autorità | GND (DE) 4263797-1 |